# 聖マラキ
聖マラキ（St.Malachy [ˈmæləki], 1094年頃 - 1148年11月2日）は、アーマー（現北アイルランド領）に生まれたカトリック聖職者であり、死後列聖された。本名はメル・メドック・ウア・モルガイル（Máel Máedóc Ua Morgair）で、英語式にはマラキ・オモーゲーア（Malachy O’Morgair）である。聖人としての名は聖マラキアス（St. Malachias）とも表記される。いわゆる聖マラキの予言で知られるが、本人との関連を裏付ける史料は見つかっていない。

## 生涯
1094年または1095年にアーマーに生まれ、その地の隠修士から神学的教育を受けた時期もあったという。1119年に司祭に叙階され、まもなくアイルランドにローマ式典礼を導入すべく教義改革に尽力した。1123年にはバンガーの修道院の再興を目的として修道院長に任命されたが、翌年にはすぐにコナーの司教に任命された。更に、1129年にはアーマー大司教だった聖ケラクから後継者に任命されたが、代々世襲とされてきた地位の保全を主張するその家族たちからの強い反発があり、生命を脅かされることさえ経験した。ようやく1134年に正式にアーマー大司教となったが、1136年に後継者を指名し、自らは1137年にデリーの修道院長となった。
ローマ教皇インノケンティウス2世から教皇特使に任命され、クレルヴォーのベルナルドゥスとも親交を深めた。この交流がきっかけとなり、1142年にマラキはアイルランド初のシトー会修道院をラウスに創設した。1148年にローマを目指した旅の途中、11月2日に病が原因でクレルヴォーにて死去した。その最期をベルナルドゥスが看取ったという。1190年7月6日に列聖された。記念日は11月3日である。

## 聖マラキと未来の予言
ベルナルドゥスがまとめた聖マラキの伝記では、彼は預言の才覚があったとされている。しかし、未来について具体的にどのような預言を残したのかという同時代の史料は残っていないようである。
しかし、1595年に突如として、歴代のローマ教皇を預言したという体裁の『聖マラキの予言』が登場した。これは短いフレーズで未来に即位する111人または112人の教皇の特徴を順に予言した文書であるが、1590年以前の予言と比べて、それ以降の予言が格段に曖昧になっていることや、16世紀に登場したと考えないと辻褄の合わない不自然な点が複数あることから、1590年頃に製作された偽書であることは疑いないものとされている。
ほかにもアイルランド情勢に関する予言なども登場したことがあったが、状況証拠等からこれも偽物と見なされている。